# 779 Nina
Nina (asteroide 779) é um asteroide da cintura principal com um diâmetro de 76,62 quilómetros, a 2,0663184 UA. Possui uma excentricidade de 0,2248561 e um período orbital de 1 589,71 dias (4,35 anos).
Nina tem uma velocidade orbital média de 18,24253964 km/s e uma inclinação de 14,5706º.
Esse asteroide foi descoberto em 25 de Janeiro de 1914 por Grigory Neujmin.